# Jewdokija Bierszanska
Jewdokija Dawydowna Bierszanska z d. Karabut, secundo voto Boczarowa (ros. Евдокия Давыдовна Бершанская (Карабут, Бочарова), ur. 24 stycznia?/6 lutego 1913 we wsi Dobrowolnoje w Kraju Stawropolskim, zm. 16 września 1982 w Moskwie) – radziecka lotniczka wojskowa, podpułkownik lotnictwa, dowódczyni 588 nocnego pułku lotnictwa bombowego/46 gwardyjskiego nocnego pułku lotnictwa bombowego zwanego nocnymi wiedźmami, uczestniczka wojny ZSRR z Niemcami.

## Życiorys
Jej rodzice zginęli podczas wojny domowej w Rosji. Po skończeniu technikum pedagogicznego w Stawropolu wstąpiła w 1931 do lotniczej szkoły pilotów w Batajsku, którą ukończyła w 1932, po czym została instruktorką szkół pilotów cywilnej floty powietrznej w Batajsku i Krasnodarze. Poślubiła Piotra Bierszanskiego, z którym miała syna. Była deputowaną Rady Miejskiej Krasnodaru. We wrześniu 1939 została dowódcą klucza 218 oddziału lotniczego specjalnego zastosowania, w lutym 1942 mianowano ją dowódcą żeńskiego 588 nocnego pułku lotnictwa bombowego w stopniu majora, od 27 maja 1942 na czele tego pułku uczestniczyła w wojnie z Niemcami, początkowo na Froncie Południowym, od lata 1942 wraz z pułkiem walczyła nad Donem i na Północnym Kaukazie, na Kubaniu, w obwodzie rostowskim, na Półwyspie Tamańskim i od października 1943 do kwietnia 1943 na Półwyspie Kerczeńskim, później brała udział w wyzwalaniu Krymu, Białorusi i Polski (m.in. w rejonie Białegostoku i Ostrołęki) oraz w walkach na terytorium Niemiec. Wykonała 28 lotów bojowych. W lutym 1943 dowodzony przez nią pułk został przemianowany na 46 gwardyjski nocny pułk lotnictwa bombowego, a za udział w walkach na Półwyspie Tamańskim otrzymał miano Tamańskiego. Za zasługi bojowe pułk był 22 wyróżniany w rozkazach głównodowodzącego Siłami Zbrojnymi ZSRR, 23 lotniczki otrzymały tytuł Bohatera Związku Radzieckiego, dwie tytuł Bohatera Federacji Rosyjskiej, jedna tytuł Bohatera Kazachstanu, a 232 zostały odznaczone orderami i medalami. Sama Bierszanska była odznaczona sześcioma orderami oraz wieloma medalami i przedstawiona do odznaczenia Orderem Lenina. Była jedyną kobietą odznaczoną Orderem Suworowa. Po wojnie została członkiem Antyfaszystowskiego Komitetu Radzieckich Kobiet, Radzieckiego Komitetu Weteranów Wojny i delegatem na Międzynarodowy Kongres Kobiet w Paryżu w 1945. Mieszkała i pracowała w Moskwie, wyszła za mąż po raz drugi, za pułkownika pilota Konstantina Boczarowa. Otrzymała honorowe obywatelstwo Krasnodaru i Błagodarnego. Została pochowana na Cmentarzu Nowodziewiczym w Moskwie.

## Odznaczenia
- Order Czerwonego Sztandaru (dwukrotnie)
- Order Aleksandra Newskiego
- Order Suworowa III klasy
- Order Wojny Ojczyźnianej II klasy
- Order „Znak Honoru”
- Medal „W upamiętnieniu 100-lecia urodzin Władimira Iljicza Lenina”
- Medal „Za obronę Kaukazu”
- Medal „Za zwycięstwo nad Niemcami w Wielkiej Wojnie Ojczyźnianej 1941–1945”
- Medal jubileuszowy „Dwudziestolecia zwycięstwa w Wielkiej Wojnie Ojczyźnianej 1941–1945”
- Medal jubileuszowy „Trzydziestolecia zwycięstwa w Wielkiej Wojnie Ojczyźnianej 1941–1945”
- Medal „Za wyzwolenie Warszawy”
- Medal jubileuszowy „50 lat Sił Zbrojnych ZSRR”
- Medal jubileuszowy „60 lat Sił Zbrojnych ZSRR”
- Medal „W upamiętnieniu 800-lecia Moskwy”